# Tůmův vrch (zámek)
Tůmův vrch (též Tůmův hrad či Tumaperk) je zřícenina věžovité stavby loveckého zámečku nebo letohrádku, jejíž drobné zbytky se nacházejí na stejnojmenném vrchu mezi Českou Olešnou a Popelínem. Od roku 1963 je chráněna jako kulturní památka.

## Historie
Historie a funkce objektu je nejasná. Podle informací z tabule na okraji České Olešné se mělo jednat o renesanční zámeček, který v letech 1513–1514 nechali vystavět bratři Hynek a Jindřich z Vydří. V roce 1663 jej zakoupil Adam Ostrovský ze Skalky a v letech 1650–1750 měl být v majetku Allmannů z Allmsteina. V roce 1810 zámeček zakoupil jistý francouzský šlechtic J. Laboriette a po něm jej zdědila hraběnka Terezie Trautmannsdorfová. Ta jej o jedenáct let později přenechala svému synovi, který jej v roce 1867 prodal správci panství. V roce 1892 po zásahu bleskem zámeček vyhořel a od té doby chátral. Podle jiných zdrojů objekt vyhořel po úderu blesku okolo roku 1860.
Encyklopedie českých tvrzí považuje stavbu spíše za letohrádek či za čihadlo a jeho vznik klade až do dob empírové přestavby zámku v České Olešné. Zároveň upozorňuje, že na katastrální mapě vsi z roku 1830 zámeček chybí. Za lovecký zámeček či letohrádek objekt považuje i Tomáš Durdík, který jej spojuje se zámkem v Popelíně nebo v České Olešné.
Někdy v letech 2012–2014 se zbytek věže zřítil. Místo dnes patří majiteli zámku v České Olešné, který se věnuje pouze těžbě dřeva v okolních lesích.

## Popis
Jednalo se o drobnou věžovitou stavbu o rozměrech 5,9 × 7,8 metru s poměrně slabými zdmi o tloušťce asi 1,4 metru. Jednotlivá patra spojovalo točité schodiště, které osvětlovala šikmá schodišťová okna s kamenným ostěním. Stavbu zpevňovaly železné pásy.

## Přístup
Zbytky věže jsou volně přístupné. Nachází se mimo značené turistické trasy necelý jeden kilometr severovýchodně od České Olešné.